# Санебели
Санебели (груз. სანებელი) — село в Грузии, на территории Карельского муниципалитета края (мхаре) Шида-Картли.

## География
Село находится в центральной части Грузии, на левом берегу реки Дзамы, на расстоянии приблизительно 4 километров (по прямой) к юго-западу от города Карели, административного центра муниципалитета. Абсолютная высота — 698 метров над уровнем моря.

## Население
По результатам официальной переписи населения 2014 года в Санебели проживал 201 человек (104 мужчины и 97 женщин). В национальной структуре населения грузины составляли 84,6 %, осетины — 13,4 %, армяне — 1,5 %.
| Год  | Население, человек |
| ---- | ------------------ |
| 2002 | 233                |
| 2014 | ↘ 201              |